# ماريا دي ناتي
ماريا دياز ( مدريد، 11 يونيو 1997 ) المعروفة باسم ماريا دي ناتي، هي ممثلة إسبانية.

## سيرة شخصية
ماريا دي ناتي هي ممثلة شابة شاركت في العديد من المسلسلات والأفلام منذ بدايتها في عالم التمثيل عام 2014.
في ذلك العام لعبت دور بيلار دي بوربون في مرحلة طفولتها. بعد عام واحد فقط وقعت مع قناة أنتينا تريس للمشاركة في سر بوينتي فيجو بدور برادو كاستانييدا.
في عام 2016 ، لعبت دور إيلينا في فيلم «غفر الله لنا» للمخرج رودريجو سوروجوين .
في عام 2018 شاركت في فيلم للمخرج رودريجو سوروجوين الجديد El Reino، ولها دور رائد في سلسلة تيلي مدريد الضحية رقم 8، حيث لعبت دور إدورن.
في عام 2019، شاركت في الموسم الثاني من أسفل الشباك.
في عام 2020، شاركت في مسلسل أمهات.

## فيلموغرافيا

### التلفاز
| عام         | عنوان          | قناة                      | الشخصية            | الحلقات    |
| ----------- | -------------- | ------------------------- | ------------------ | ---------- |
| 2014        | الملك          | تيليسينكو                 | بيلار دي بوربون    | حلقة واحدة |
| 2015        | النسر الأحمر   | القناة الأولى الإسبانية   |                    | حلقة واحدة |
| 2015 - 2016 | سر بوينتي فيجو | هوائي 3                   | برادو كاستانيدا    | 199 حلقة   |
| 2017        | كوينز          | القناة الأولى الإسبانية   |                    | حلقة واحدة |
| 2017        | مونيكا الشيف   | قناة ديزني ايطاليا        | فانيسا سالازار     | 17 حلقة    |
| 2017        | أباتشي         | هوائي 3                   | كارول              | حلقة واحدة |
| 2017 - 2018 | شقوق ديزني     | ديزني إكس دي              | دانييلا            | 22 حلقة    |
| 2018        | الحقيقه        | تيليسينكو                 | مارتا ريفيليس      | 3 حلقات    |
| 2018        | الضحية رقم 8   | تيلي مدريد / ETB 2        | إدورن أرانجورين    | 8 حلقات    |
| 2018 - 2019 | تحت الشباك     | بلايز                     | ايرين فيلاسكيز     | 13 حلقة    |
| 2018 - 2019 | كل شيء للعبة   | دايركت تي في / Movistar + | لوكريسيا           | 16 حلقة    |
| 2019        | الإرهاب        | فلوكسر                    | صورة Elena Mangado | 6 حلقات    |
| 2020        | الناس يتحدثون  | فلوكسر                    | ابنة               | حلقة واحدة |
| 2020        | أمهات          | تيليسينكو / برايم فيديو   | جواني سولير        | 18 حلقة    |
| 2021        | الديون         | هوائي 3                   |                    | ؟ الحلقات  |

### أفلام
| عام  | عنوان         | حرف    | مخرج                   |
| ---- | ------------- | ------ | ---------------------- |
| 2016 | الله يغفر لنا | ايلينا | رودريجو سوروجوين       |
| 2018 | المملكة       | ناتي   | رودريجو سوروجوين       |
| 2019 | لو كنت غنيا   | تانيا  | ألفارو فرنانديز أرميرو |

## روابط خارجية
- ماريا دي ناتي في قاعدة بيانات الأفلام على الإنترنت